# Georgi Stranski

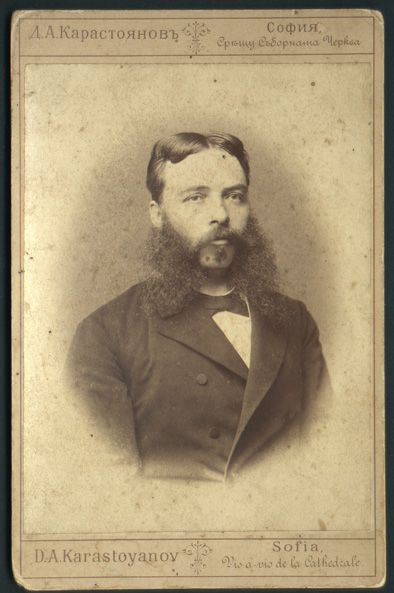
Georgi Stranski

Georgi Iwanow Stranski, bulgarisch Георги Иванов Странски (* 13. August 1847 in Kalofer; † 17. Januar 1904 in Sofia), war ein bulgarischer Arzt, Revolutionär, Politiker sowie enger Freund und Trauzeuge von Christo Botew.
Von 1887 bis 1890 war er Außenminister des Fürstentums Bulgarien.

## Leben
Georgi Stranski wurde in der im Balkangebirge gelegenen Stadt Kalofer geboren. Dort besuchte er eine typische Zellenschule, wo er den späteren Revolutionär und Dichter Chitso Botew kennenlernte. 1864 schickten ihn seine Eltern nach Bukarest, wo er zunächst eine Medizinische Schule besuchte, um 1874 die Bukarester Universität im Fach Medizin zu absolvieren. In den nächsten Jahren arbeitete Stranski als Arzt in Buzău und Bukarest. 1876 publizierte er das Buch Medizinische Gespräche (bulg. „Медицински беседи“). Stranski nahm auch aktiv am politischen Leben der in Rumänien lebenden bulgarischen Exilgemeinschaft teil. Er war Gründungsmitglied der Zentralen Bulgarischen Wohltätigkeitsgesellschaft (bulg. Българско централно благотворително общество) und des Bulgarischen Philanthropischen Vorstands (bulg. Българско човеколюбиво настоятелство).
Während des Serbisch-Osmanischen Krieges (1876) diente er als Freiwilliger im rumänischen Lazarett. Auch während des Russisch-Türkischen Befreiungskrieges (1877–1878) war er als Feldarzt in der rumänischen Armee tätig. Während der russischen Verwaltung Bulgariens im Anschluss an den Krieg wurde Stranski zum Kreisarzt in Plewen ernannt.
Nach der Befreiung Bulgariens wurde 1879 Stranski Abgeordneter in der ersten konstituierenden Volksversammlung, die die erste Verfassung des Landes in Tarnowo verabschiedete. Er gehörte zum Kreis der Liberalen um Petko Karawelow, die mit ihren Ideen die Verfassung bestimmt hatten.

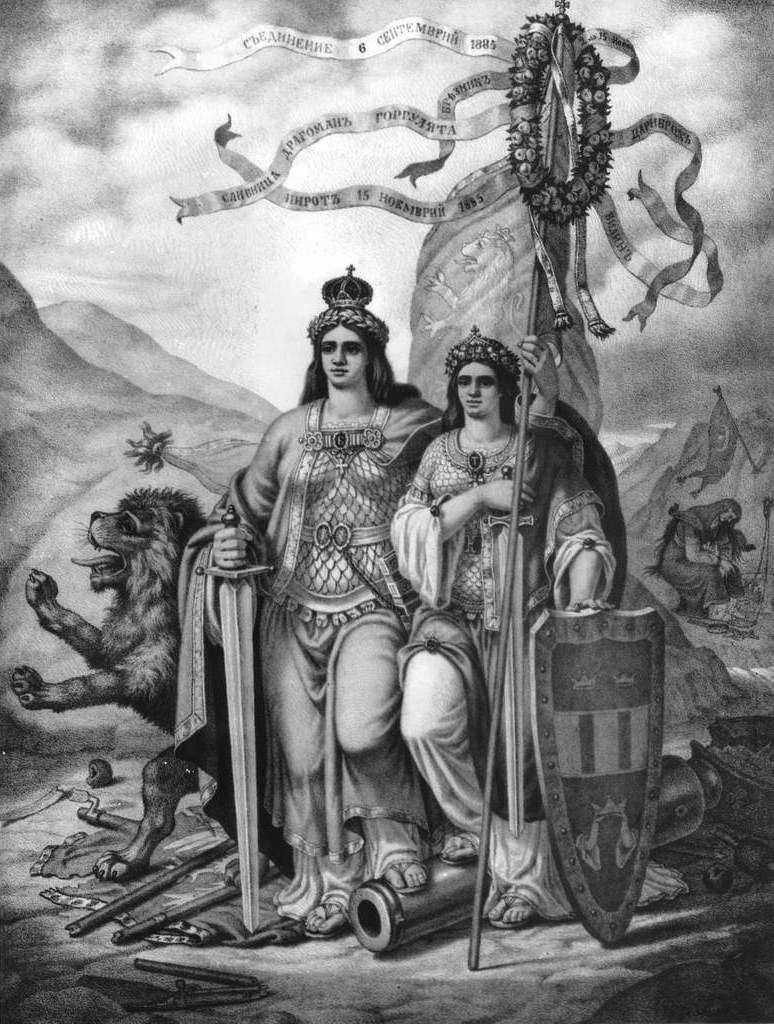
Vereintes Bulgarien – Lithografie von Nikolaj Pawlowitsch

Als die Großmächte im Berliner Kongress die Entscheidungen des Friedens von San Stefano revidierten und Bulgarien zerstückelten, zog Stranski nach Philippopel (heute Plowdiw), die Hauptstadt der noch unter türkischer Herrschaft stehenden Provinz Ostrumelien (heute Südbulgarien). Dort arbeitete er als Arzt und war politisch für die starke Liberale Partei Ostrumeliens aktiv. Er wurde zum ostrumelischen Finanzminister (1880–1881). Zwischen 1879 und 1880, 1882 und 1883 war er Mitglied und zwischen 1883 und 1884 Vorstand des Ständigen Ausschusses, der als eine zweite Kammer im ostrulemischen Abgeordnetenhaus (Provinzversammlung) geschaffen wurde. 1883 wurde er zum Präsidenten der Provinzversammlung gewählt. 1885 gründete er mit Sachari Stojanow, Kosta Paniza und anderen das Bulgarische Geheime Revolutionäre Zentralkomitee, (kurz BGZRK, bulg. „Български таен централен революционен комитет“), dessen Ziel die gleichzeitige Befreiung von Mazedonien und Ostrumelien und der Zusammenschluss aller bulgarischen Gebiete war. Die Vorbereitungen für einen Aufstand in Ostrumelien wurden inoffiziell auch vom benachbarten Fürstentum Bulgarien unterstützt.
Als am 6. September 1885 die BRZK, unterstützt durch die Milizoffiziere und die Bevölkerung, die Regierung von Gawril Krastewitsch wegputschte, wurde Georgi Stranski zum Ministerpräsidenten der Interimsregierung gewählt. Eine seiner ersten Handlungen war die Proklamation der Vereinigung der osmanischen Provinz Ostrumelien mit dem halbautonomen Fürstentum Bulgarien.
Nach dem Serbisch-Bulgarischen Krieg von 1885, der der Vereinigung Bulgariens folgte, wurde Stranski Diplomat in Belgrad (1886–1887). Nach seiner Rückkehr nach Bulgarien wurde er Mitglied der Volksliberalen Partei und Innenminister in der Regierung von Konstantin Stoilow (1887). Zwischen 1887 und 1890 war er Außenminister und Minister für Religion in der Regierung von Stefan Stambolow. Nach dem Rücktritt der Stambolower Regierung praktizierte Stranski wieder als Arzt. Stranksi war außerdem zwischen 1887 und 1893 Parlamentsabgeordneter.
Georgi Stranski starb am 17. Januar 1904 in Sofia.